# Solanum amygdalifolium
Solanum amygdalifolium ist eine Pflanzenart aus der Familie der Nachtschattengewächse (Solanaceae). Innerhalb der Gattung der Nachtschatten (Solanum) wird sie in die Dulcamaroid-Klade eingeordnet.

## Beschreibung

### Vegetative Merkmale
Solanum amygdalifolium ist eine über 5 Meter lang werdende, verholzende Liane, die halb-aquatisch entlang von Wasserläufen und in niedriger Vegetation kriecht. Die Stängel sind über ihre gesamte Länge stark durch vier weißlich grüne Flügel gerippt. Die Stängel sind vollständig unbehaart, nur der junge Wuchs ist fein papillös oder selten mit verworrenen, einfachen und einreihigen Trichomen besetzt, die bald abfallen. Die Borke älterer Stängel ist grün bis blass gelblich-grün, sie ist nicht merklich abblätternd.
Die sympodialen Einheiten beinhalten viele Laubblätter, diese stehen nie paarweise. Die Blätter stehen an 0,1 bis 0,5 Zentimeter langen, unbehaarten oder auf der oberen Seite mit vereinzelten Trichomen besetzten Blattstielen. Sie sind gedreht, um so das Klettern der Pflanze zu unterstützen. Die Blattspreiten sind einfach, etwas fleischig bis häutig, werden 2 bis 6 Zentimeter lang und 0,5 bis 2 Zentimeter breit. Sie sind lanzettlich bis linealisch geformt, sehr selten sind einzelne Blätter eines Stängels schwach gelappt. Beide Seiten sind unbehaart. Von der Mittelachse gehen vier bis sechs Paar Seitenadern aus, die auf keiner Blattseite hervorstehen. Die Basis ist zugespitzt, nach vorn sind die Blätter verjüngt bis spitz, der vorderste Teil der Spitze ist gerundet. Der Blattrand ist ganzrandig und nicht merklich eingerollt.

### Blütenstände und Blüten
Die Blütenstände stehen zunächst endständig, werden später seitlich stehend oder manchmal den Laubblättern gegenüberstehend. Sie werden 4 bis 13 Zentimeter lang, sind vier bis fünf Mal verzweigt und enthalten acht bis 15 Blüten. Bis auf einige dünne, einreihige Trichome an den Spitzen der Verzweigungen sind sie unbehaart. Der Blütenstandsstiel ist 0,5 bis 2,5 Zentimeter lang oder fehlt gelegentlich völlig, so dass die Verzweigungen an der Basis des Blütenstandes entspringen. Die Blütenstiele stehen 3 bis 10 Millimeter auseinander, sie sind 1 bis 1,5 Zentimeter lang, messen sowohl an der Basis als auch an der Spitze etwa 1 Millimeter im Durchmesser. Sie sind schlank, zur Blütezeit abstehend, unbehaart und etwa 1,5 Millimeter oberhalb der Basis gegliedert, so dass ein Rest des Blütenstiels an der Blütenstandsachse verbleibt.
Die Knospen sind elliptisch geformt, die Krone steht vor der Blütezeit zu etwa 3/4 aus der Kelchröhre hervor. Alle Blüten sind zwittrig und fünfzählig. Die Größe der Blüten unterscheidet sich zwischen verschiedenen Standorten. Meist sind die Blüten in küstennahen Regionen kleiner, was eventuell auf die Feuchte am jeweiligen Standort zurückzuführen ist. Die Kelchröhre ist 1,5 bis 3 Millimeter lang, konisch geformt und mit 1 bis 1,5 Millimeter langen, dreieckig bis breit halbkreisförmigen, unbehaarten Kronzipfeln, die papillöse Spitzen besitzen, besetzt. Die Krone misst 2,5 bis 4 Zentimeter im Durchmesser, ist violett gefärbt und rad-sternförmig. Die einzelnen Kronblätter sind etwa auf 1/2 der Länge miteinander verwachsen, die freistehenden Kronlappen sind 8 bis 10 Millimeter lang und 8 bis 9 Millimeter breit. Sie stehen zur Blütezeit abgespreizt oder auf einer geraden Ebene. Die Rückseite ist dicht mit feinen, einreihigen Trichomen von etwa 0,2 Millimeter Länge besetzt, auf der Vorderseite findet sich nur eine feine Behaarung aus einigen wenigen Trichomen entlang der Mittelachse der Kronblätter.
Die Staubblattröhre ist nur sehr schwach ausgeprägt, die einzelnen Staubblätter stehen auf einer Länge von etwa 1 Millimeter frei voneinander. Sie sind auf der nach innen gerichteten Seite dicht mit verworrenen, dünnen, einreihigen Trichomen mit einer Länge von etwa 0,5 Millimeter behaart, so dass der Fruchtknoten verdeckt wird. Die Staubbeutel sind gelb gefärbt, 5 bis 6 Millimeter lang, 1 bis 1,5 Millimeter breit, elliptisch geformt und leicht zusammengeneigt. Sie öffnen sich über Poren an den Spitzen, die sich mit der Zeit zu Schlitzen verlängern. Der Fruchtknoten ist unbehaart und trägt einen Griffel mit 11 bis 15 Millimeter Länge. Dieser ist im unteren Drittel bis zur unteren Hälfte spärlich behaart und endet in einer keulenförmigen Narbe, deren Oberfläche fein papillös ist.

### Früchte und Samen
Die Frucht ist eine zur Reife matt-schwarze, kugelförmige bis elliptische Beere mit einem Durchmesser von 1 bis 1,2 Zentimeter und einer Länge von bis zu 1,5 Zentimeter. Das Perikarp der Beere ist dünn, die Oberfläche ist unbehaart. Die Stiele sind an der Frucht mehr oder weniger holzig, durch das Gewicht herab geneigt und haben eine Länge von 1,2 bis 1,5 Zentimeter, ihr Durchmesser beträgt etwa 1,5 Millimeter. Jede Frucht enthält mehr als 40 gerundete bis flach-nierenförmige, blassgelbe Samen, die 1,5 bis 2 Millimeter lang und 1 bis 1,5 Millimeter breit sind. Die Oberfläche ist fein gekörnt, die Zellen der Samenschale sind gerundet.

## Verbreitung und Standorte

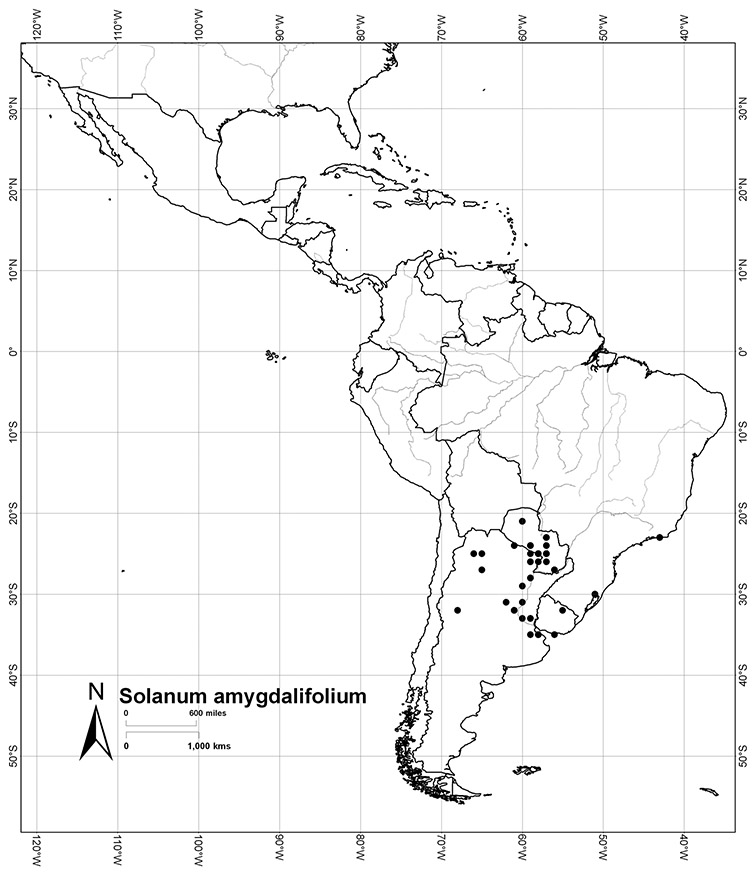
Verbreitung der Art nach Knapp, 2013.

Solanum amygdalifolium kommt im Ablauf des Río de la Plata von Buenos Aires in Argentinien und dem angrenzenden Uruguay bis zum Oberlauf des Río Pilcomayo in Paraguay vor. Weiterhin ist sie in Brasilien küstennah von Bahia bis zum Rio Grande do Sul vor. Außerhalb dieses natürlichen Verbreitungsgebiet wird die Art gelegentlich wegen ihrer auffälligen Blüten kultiviert, beispielsweise in Bolivien und den Andengebieten Argentiniens.
Die Standorte liegen in Höhenlagen zwischen 0 und 700 Meter. Die Art tritt in der Chaco Vegetation entlang von Strömen und Flüssen auf und ist in Dickichten und offener Vegetation zu finden. Sie ist mit Frischwasser assoziiert, meidet jedoch Brackwasser.

## Systematik
Innerhalb der Gattung der Nachtschatten (Solanum) wird Solanum amygdalifolium in die Dulcamaroid-Klade eingeordnet. Innerhalb der Klade kann die Art in eine morphologisch und geographisch abgetrennte Gruppe eingeordnet werden. Dazu gehören neben Solanum amygdalifolium die Arten Solanum aspersum, Solanum endoadenium, Solanum inodorum, Solanum luculentum und Solanum odoriferum. Alle Arten dieser Gruppe sind in den Anden und im Südosten Brasiliens verbreitet.